# Fluoruro de plata(III)
El fluoruro de plata(III), AgF3, es un compuesto químico inorgánico diamagnético inestable de color rojo brillante que contiene plata en el inusual estado de oxidación +3.
Su estructura cristalina es muy similar a la del fluoruro de oro(III); es un polímero formado por unidades rectangulares de AgF4 unidas en cadenas por puentes fluorados.

## Preparación
El fluoruro de plata(III) se puede preparar tratando una solución que contiene iones tetrafluoroargentato en fluoruro de hidrógeno anhidro con trifluoruro de boro. En solución de HF anhidro, se descompone espontáneamente en Ag3F8 durante la noche a temperatura ambiente.
Las preparaciones antiguas eran más heroicas, implicaban el uso de difluoruro de kriptón como agente fluorante, y tendían a producir Ag3F8 de valencia mixta.